# 新免康
新免 康（しんめん やすし、1958年11月30日 - ）は、日本の東洋史学研究者。専攻は中央アジア史研究。中央大学文学部教授。

## 経歴
大阪府生まれ。1982年東京大学文学部東洋史学科卒業。1988年東京大学大学院人文科学研究科博士課程単位取得退学。
1988年財団法人東洋文庫奨励研究員、1990年文部教官採用、東京外国語大学アジア・アフリカ言語文化研究所助手、1995年同助教授昇任、2000年中央大学文学部教授。

## 著作
- 『中央アジアにおける共属意識とイスラムに関する歴史的研究』文部省科学研究費補助金研究成果報告書、1999-2001。
- 田畑久夫〔ほか〕『中国少数民族事典』東京堂出版、2001年9月。ISBN 4-490-10592-4。
- Shinmen, Yasushi (2001). “The Eastern Turkistan Republic (1933-34) in Historical Perspective”. Islam in Politics in Russia and Central Asia (Kegan Paul).
- 「新疆ムスリム反乱(一九三一～三四年)におけるクルグズ(2)」白東史学会・中央大学東洋史学研究室 編『アジア史論叢――中央大学東洋史学専攻創設五十周年記念』刀水書房〈中央大学アジア史研究 第26号〉、2002年3月。ISBN 4-88708-301-7。
- 『新疆ウイグルのバザールとマザール』東京外国語大学、2002年。
- 塚田誠之 編『民族の移動と文化の動態――中国周縁地域の歴史と現在』風響社、2003年3月。ISBN 4-89489-036-4。
- 『中央アジアにおけるウイグル人地域社会の変容と民族アイデンティティに関する調査研究』文部科学省科学研究費補助金研究成果報告書、2003-2006。
- Shinmen, Yasushi (2004). “The History of the Mausoleum of the Ashab al-kahf in Turfan”. Memoirs of the Research Department of the Toyo Bunko (Kegan Paul) 61.
- 王建新・新免康著「中国ムスリムの女性教育」加藤博 編『イスラームの性と文化』東京大学出版会〈イスラーム地域研究叢書 6〉、2005年3月。ISBN 4-13-034186-3。
- ムハンマド・エミン・ボグラ、清水由里子・新免康・鈴木健太郎著『ムハンマド・エミン・ボグラ著『東トルキスタン史』の研究』NIHUプログラム「イスラーム地域研究」東京大学拠点、2007年3月。
- ジャリロフ・アマンベク、河原弥生・澤田稔・新免康・堀直著『『ターリーヒ・ラシーディー』テュルク語訳附編の研究』NIHUプログラム「イスラーム地域研究」東京大学拠点、2008年3月。ISBN 978-4-904039-04-5。
- 梅村坦と共編著『中央ユーラシアの文化と社会』中央大学出版部〈中央大学政策文化総合研究所研究叢書 12〉、2011年4月。ISBN 978-4805714119。